# Saint-Aignan-de-Cramesnil
Saint-Aignan-de-Cramesnil is een plaats en voormalige gemeente in het Franse departement Calvados in de regio Normandië en telt 361 inwoners (1999). De plaats maakt deel uit van het arrondissement Caen.

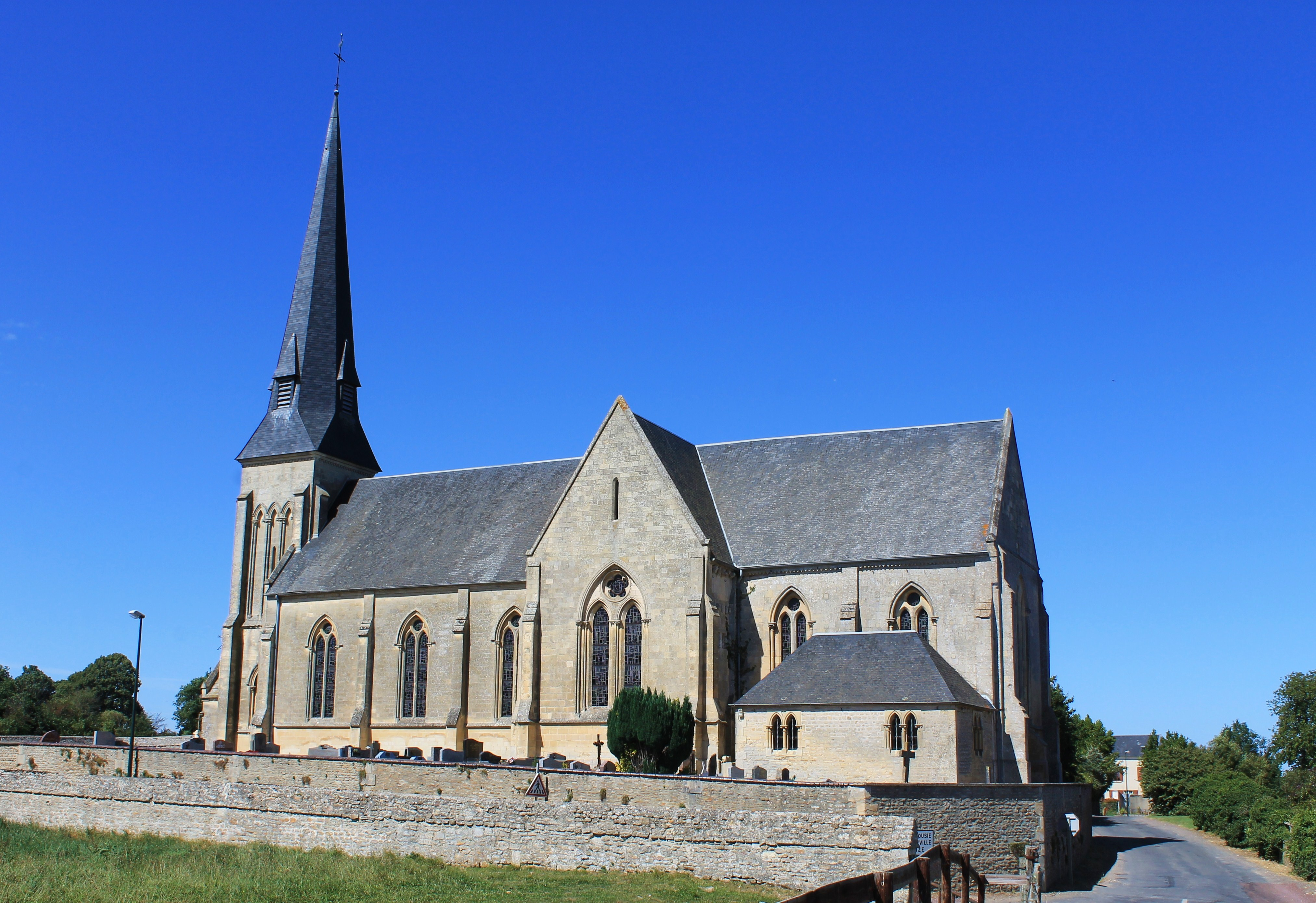
Kerk van Saint-Aignan-de-Cramesnil
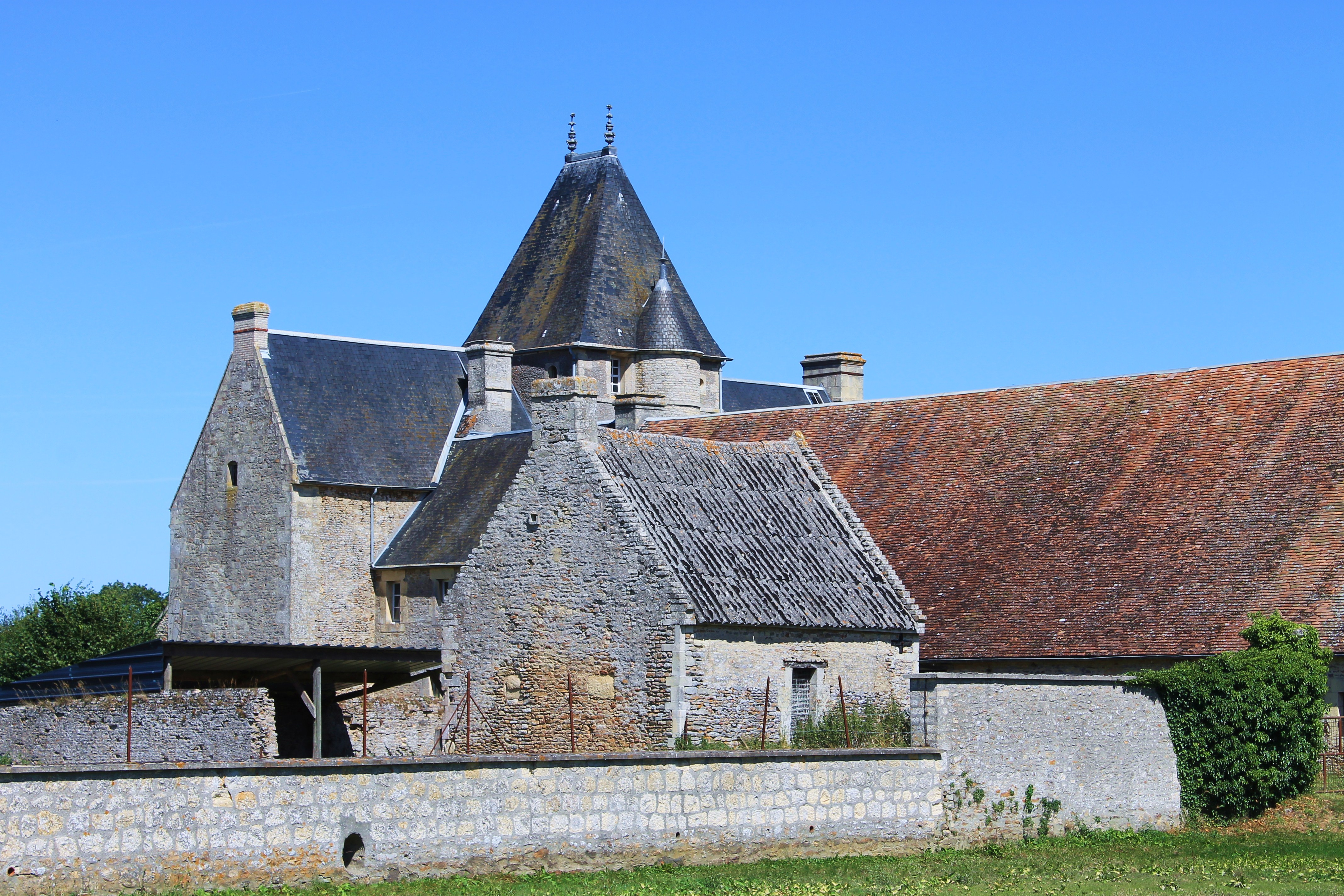
Kasteel van Saint-Aignan-de-Cramesnil

## Geschiedenis
Op 1 januari 2019 fuseerde de gemeente met Garcelles-Secqueville  tot de commune nouvelle Le Castelet.

## Geografie
De oppervlakte van Saint-Aignan-de-Cramesnil bedraagt 6,9 km², de bevolkingsdichtheid is 52,3 inwoners per km².
De onderstaande kaart toont de ligging van Saint-Aignan-de-Cramesnil met de belangrijkste infrastructuur en aangrenzende gemeenten.

## Demografie
Onderstaande figuur toont het verloop van het inwonertal (bron: INSEE-tellingen).
Vanwege een beveiligingsprobleem met de MediaWiki Graph-software is het momenteel niet mogelijk deze grafiek weer te geven. Zodra de software is bijgewerkt zal de grafiek vanzelf weer zichtbaar worden.